# Концерт для фортепіано з оркестром № 17 (Моцарт)
Концерт для фортепіано з оркестром № 17 соль мажор (KV 453) Вольфганга Амадея Моцарта написаний 1784 року у Відні.
Складається з трьох частин:
1. Allegro
2. Andante in C major
3. Allegretto — Presto